# Larmor-Baden
 Larmor-Baden  (en bretón An Arvor-Baden) es una población y comuna francesa, situada en la región de Bretaña, departamento de Morbihan, en el distrito de Vannes y cantón de Vannes-Ouest.

## Demografía
| 761 | 739 | 751 | 811 | 816 | 954 |
| Para los censos de 1962 a 1999 la población legal corresponde a la población sin duplicidades (Fuente: INSEE [Consultar]) |     |     |     |     |     |

## Lugares y monumentos
- Isla de Gavrinis.

 
 Cairn de Gavrinis.